# Moulin Rouge!
Moulin Rouge! (Moulin Rouge en España y Moulin Rouge, Amor En Rojo en Hispanoamérica) es una película musical de 2001, dirigida por el australiano Baz Luhrmann y protagonizada por Nicole Kidman y Ewan McGregor. Está basada en gran parte en la ópera de Giuseppe Verdi La traviata, así como en la novela La dama de las camelias del escritor francés Alejandro Dumas (hijo). 
Moulin Rouge! se estrenó en el Festival de Cine de Cannes de 2001 y se estrenó en los cines el 18 de mayo de 2001 en América del Norte y el 25 de mayo de 2001 en Australia. La película fue elogiada por la dirección de Luhrmann, las actuaciones del elenco, la banda sonora, el diseño de vestuario y los valores de producción. También fue un éxito comercial, recaudando 179,2 millones de dólares con un presupuesto de 50 millones de dólares. En la 74.ª edición de los Premios Oscar, la película recibió ocho nominaciones, incluida la de Mejor Película , y ganó dos (Mejor Diseño de Producción y Mejor Diseño de Vestuario). En la encuesta de la BBC de 2016 sobre las 100 mejores películas del siglo XXI, Moulin Rouge! clasificado en posición n.º 53.

## Argumento
Año 1900, París. Un novelista de aire bohemio llamado Christian (Ewan McGregor) llega a la ciudad en busca de oportunidades e inspiración para escribir una nueva novela. En una de sus múltiples andanzas se enamora de la bella Satine (Nicole Kidman), la bailarina estrella del cabaret más famoso de París, Moulin Rouge, y una noche, tras un malentendido, sus caminos terminan por cruzarse. Él la enamora con su poesía y ella lo hechiza con la luz que irradian sus ojos, pero todo cambiará cuando la bailarina descubra que Christian no es el heredero multimillonario que anteriormente había pagado por el encuentro y al que está dispuesta a convencer para financiar una obra teatral. Desde entonces, Satine se debatirá entre el verdadero y único amor que siente hacia el bohemio novelista o el desinhibido interés hacia aquel heredero multimillonario, quien resulta ser el cruel, déspota y ambicioso Duque de Monroth (Richard Roxburgh), y poder convertirse en una gran actriz.
La película está ambientada a principios del siglo pasado, en la capital francesa que buscaba derribar las normas convencionales en todas las áreas posibles. El filme, además, tiene como tema principal el amor y se desarrolla en un entorno que mezcla el lujo y la bohemia a modo del arte de Toulouse-Lautrec, que aparece como uno de los amigos del protagonista.

## Renovación del género musical
El filme suscitó reacciones encontradas. Como en el caso del peplum Gladiator de Ridley Scott, se afirmó que Moulin Rouge! recuperaba un género abstracto y cinematográfico pasado de moda (en este caso, el cine musical) ofreciendo una visión tridimensional y atípica, visualmente apabullante y de éxito comercial.
Sin embargo, hay que matizar que el filme no ofrecía apenas música original, sino que se servía de éxitos de géneros como la música pop o la música rock, encajándolos de manera más o menos justificada en el argumento. Entre dichas canciones, figuran "Your Song" de Elton John, "The Show Must Go On" de Queen, "Smells Like Teen Spirit" de Nirvana, "Like a Virgin" de Madonna y "Roxanne" del grupo The Police, en formato de tango ideado por Mariano Mores, así como el conocido tema de este último, "Tanguera". En la banda sonora intervenían astros de la música como David Bowie y el incipiente Rufus Wainwright, quien luego también aportaría una canción para Brokeback Mountain.
Las críticas más duras se centraban en los deliberados anacronismos, que alteraron el contexto histórico (finales del siglo XIX) para ofrecer una mezcla de estética pompier, casi kitsch, con una rebeldía actual. También se criticó el protagonismo excesivo de lo visual sobre lo argumental y musical: movimientos vertiginosos de cámara, abuso de colores cálidos y un montaje agresivo que pretendían apabullar más que sugerir. El argumento se tachó de simplista y realmente nada arriesgado: una historia convencional de Romeo y Julieta, de un romance dificultado por causas externas y que concluye fatalmente.
Los elogios, por el contrario, se centraron en subrayar el riesgo de recuperar el género musical con un gran presupuesto, otorgando los papeles protagonistas a actores que si bien tenían un caché elevado, no eran cantantes profesionales y usaban su voz real.

## Reparto
- Nicole Kidman como Satine.
- Ewan McGregor como Christian.
- Jim Broadbent como Harold Zidler
- Richard Roxburgh como el Duque de Monroth.
- John Leguizamo como Henri de Toulouse Lautrec.
- Jacek Koman como el argentino narcoléptico.
- Kylie Minogue como el hada verde.
- Garry McDonald como el Doctor.
- Natalie Mendoza como China Doll.
- David Wenham como Audrey.
- Caroline O'Connor como Nini Piernas-en-el-aire.
- Kiruna Stamell como La Petite Princesse.
- Matthew Whittet como Satie.
- Kerry Walker como Marie.
- Christine Anu como Arabia.
- Lara Mulcahy como Môme Fromage.
- Ozzy Osbourne originalmente iba a tocar una versión alternativa de "El Hada Verde", que era un viejo hombre tocando un sitar. Su voz todavía se utiliza para el grito gutural cuando el hada verde se vuelve mala.

## Banda sonora
- Nature Boy – Toulouse
- The Sound of Music – Christian, The Bohemians, and the Green Fairy
- Zidler's Rap (Lady Marmalade/Can Can) – Zidler and Moulin Rouge Dancers
- Sparkling Diamonds – Satine and Moulin Rouge Dancers
- Rhythm of the Night – Le Petite Princesse
- Your Song – Christian
- The Pitch (Spectacular Spectacular) – Zidler, Christian, Satine and Bohemians
- One Day I'll Fly Away – Satine
- Elephant Love Medley – Christian and Satine
- Górecki – Satine
- Like a Virgin – Zidler and The Duke
- Come What May – Christian, Satine and the Cast of Spectacular Spectacular
- El Tango de Roxanne – The Argentine and Christian

Fusión de la canción de The Police orquestada por el músico y compositor argentino Mariano Mores.
- Fool to Believe – Satine
- The Show Must Go On – Zidler and Satine
- Hindi Sad Diamonds – Nini Legs-in-the-Air, Satine, and the Cast of Spectacular Spectacular
- Coup d'État (Finale) – Cast of Spectacular Spectacular
- Closing Credits Bolero - Canción de los créditos finales

Lista parcial de las canciones aparecen en la película junto con el artista que las popularizó:
- Nature Boy – Nat King Cole
- The Sound of Music – Mary Martin (y más tarde Julie Andrews) (de Rodgers & Hammerstein musical por Bruce Woolley)
- The Lonely Goatherd – also from The Sound of Music (instrumental)
- Children of the Revolution – T. Rex
- Lady Marmalade – Labelle, cover por Christina Aguilera, Lil' Kim, Mýa, Pink & Missy Elliott)
- Because We Can – Fatboy Slim
- Complainte de la Butte – Georges Van Parys y Jean Renoir
- Rhythm of the Night – DeBarge
- Material Girl – Madonna
- Smells Like Teen Spirit – Nirvana
- Diamonds Are a Girl's Best Friend – Carol Channing (por Marilyn Monroe)
- Diamond Dogs – David Bowie
- Galop Infernal (Can-can) – Jacques Offenbach (tune for Spectacular, Spectacular)
- One Day I'll Fly Away – The Crusaders, later Randy Crawford  entre otros
- Children of the Revolution – T.Rex (Versión por Bono, Gavin Friday, Violent Femmes, y Maurice Seezer)
- Gorecki – Lamb
- Te Amaré – Ewan McGregor y Nicole Kidman (escrito por David Baerwald)
- Roxanne – The Police (Título de la película: El Tango de Roxanne; música por Mariano Mores)
- Tanguera – Mariano Mores
- The Show Must Go On – Queen
- Like a Virgin – Madonna
- Your Song – Elton John
- All You Need Is Love – The Beatles

### Elephant Love Medley
Canciones que forman el popurrí cantado en el elefante:
- Love Is Like Oxygen – Andy Scott and Trevor Griffin
- Love is a Many-Splendored Thing – Sammy Fain y Paul Francis Webster
- Up Where We Belong – Jack Nitzsche y Buffy Sainte-Marie
- All You Need Is Love – John Lennon and Paul McCartney
- Lovers Game – Chris Isaak
- I Was Made for Lovin' You – Desmond Child, Paul Stanley, Vini Poncia
- One More Night – Phil Collins
- Pride (In the Name of Love) – U2
- Don't Leave Me This Way – Kenneth Gamble, Leon Huff, y Cary Gilbert
- Silly Love Songs – Paul McCartney
- Up where we belong - Joe Cocker
- Heroes – David Bowie
- I Will Always Love You – Dolly Parton (y más tarde Whitney Houston)
- Your Song – Elton John y Bernie Taupin

## Premios
Premios Óscar
| Año  | Categoría               | Película                                          | Resultado |
| ---- | ----------------------- | ------------------------------------------------- | --------- |
| 2001 | Mejor película          | Mejor película                                    | Candidata |
| 2001 | Mejor actriz            | Nicole Kidman                                     | Candidata |
| 2001 | Mejor fotografía        | Donald M. McAlpine                                | Candidato |
| 2001 | Mejor vestuario         | Catherine Martin Angus Strathie                   | Ganadores |
| 2001 | Mejor dirección de arte | Catherine Martin Brigitte Broch                   | Ganadoras |
| 2001 | Mejor edición           | Jill Bilcock                                      | Candidato |
| 2001 | Mejor maquillaje        | Maurizio Silvi Aldo Signoretti                    | Nominados |
| 2001 | Mejor sonido            | Andy Nelson Anna Behlmer Roger Savage Guntis Sics | Nominados |

Globos de Oro
| Año  | Categoría                            | Película                          | Resultado |
| ---- | ------------------------------------ | --------------------------------- | --------- |
| 2002 | Mejor película- comedia o musical    | Mejor película- comedia o musical | Ganadora  |
| 2002 | Mejor dirección                      | Baz Luhrmann                      | Candidato |
| 2002 | Mejor actriz- comedia o musical      | Nicole Kidman                     | Ganadora  |
| 2002 | Mejor actor- comedia o musical       | Ewan McGregor                     | Candidato |
| 2002 | Mejor banda sonora                   | Craig Armstrong                   | Ganador   |
| 2002 | Mejor canción original Come What May | David Baerwald                    | Candidato |

Premios BAFTA
| Año  | Categoría                  | Película                                                                        | Resultado |
| ---- | -------------------------- | ------------------------------------------------------------------------------- | --------- |
| 2001 | Mejor película             | Mejor película                                                                  | Candidata |
| 2001 | Mejor dirección            | Baz Luhrmann                                                                    | Candidato |
| 2001 | Mejor actor de reparto     | Jim Broadbent                                                                   | Ganador   |
| 2001 | Mejor guion original       | Baz Luhrmann Craig Pearce                                                       | Nominados |
| 2001 | Mejor música original      | Craig Armstrong Marius DeVries                                                  | Ganadores |
| 2001 | Mejor fotografía           | Donald M. McAlpine                                                              | Candidato |
| 2001 | Mejor edición              | Jill Bilcock                                                                    | Candidato |
| 2001 | Mejor diseño de producción | Catherine Martin                                                                | Candidato |
| 2001 | Mejor vestuario            | Catherine Martin Angus Strathie                                                 | Nominados |
| 2001 | Mejor maquillaje           | Maurizio Silvi Aldo Signoretti                                                  | Nominados |
| 2001 | Mejor sonido               | Anna Behlmer Andy Nelson Roger Savage Guntis Sics Gareth Vanderhope Antony Gray | Ganadores |
| 2001 | Mejores efectos visuales   | Chris Godfrey Andrew Brown Nathan McGuinness Brian Cox                          | Nominados |

Premios del Sindicato de Actores
| Año  | Categoría     | Película      | Resultado |
| ---- | ------------- | ------------- | --------- |
| 2001 | Mejor Reparto | Mejor Reparto | Nominada  |